# Pavel Dominik
Pavel Dominik (* 14. února 1952, Ostrava) je český tlumočník a překladatel.

## Život
Po studiích na Střední všeobecně vzdělávací škole v roce 1970, následovalo pět let studií jazyků na Filozofické fakultě UK v Praze. Původně studoval obor korejština-ruština, ve druhém ročníku přešel na studium angličtiny. Po absolvování základní vojenské služby nastoupil jakožto učitel ruštiny, učil na Střední průmyslové škole chemické v Praze. Po třech měsících této činnosti zanechal a stal se překladatelem a tlumočníkem působícím ve svobodném povolání u Pražské informační služby. Tuto profesi vykonával až do počátku 90. let 20. století.
V oblasti uměleckého překladu působí zejména v těchto oblastech :
- literární překlady
  - dílo Vladimíra Nabokova
  - dílo Salmana Rushdieho
- překlady literárně-dramatických a audiovizuálních děl
  - překlady dramatických děl pro divadlo
  - překlady filmových dialogů pro dabing

## Ocenění
- 1991 Jungmannova cena za nejlepší překlad roku — Vladimír Nabokov: Lolita
- 2016 Státní cena za překladatelské dílo za překlad knihy Vladimira Nabokova Ada aneb Žár i za předchozí práci